# 第18回フィルムフェア賞 南インド映画部門
第18回フィルムフェア賞 南インド映画部門（18th Filmfare Awards South）は、インドの映画賞。『フィルムフェア』が主催し、1970年の南インド映画（タミル語映画、テルグ語映画、マラヤーラム語映画、カンナダ語映画）を対象としており、1971年に開催された。

## 審査員
- ラームプラサード・ラーオ（審査員長）
- A・L・シュリニヴァサン（英語版）
- マリアッパ・バット
- S・チェリアン
- デシガル・ラーマヌジャーム（英語版）
- R・S・チュンナイヤ
- ウマヤル・ラーマナーダン
- S・V・ヴェーヌゴーパーラン

## 受賞結果

### 作品賞
| タミル語映画部門作品賞    | テルグ語映画部門作品賞       |
| ------------------------- | ---------------------------- |
| - 『Engirundho Vandhaal』 | - 『Dharma Daata』           |
| カンナダ語映画部門作品賞  | マラヤーラム語映画部門作品賞 |
| - 『Sri Krishnadevaraya』 | - 『Vazhve Mayam』           |

### 特別賞
| 特別賞                                        |
| --------------------------------------------- |
| - J・ジャヤラリター - 『Engirundho Vandhaal』 |